# Cyrtomnium hymenophyllum
Cyrtomnium hymenophyllum là một loài Rêu trong họ Mniaceae. Loài này được (Bruch & Schimp.) Holmen mô tả khoa học đầu tiên năm 1957.